# مانفرد لینزمایر
مانفرد لینزمایر (آلمانی: Manfred Linzmaier؛ زادهٔ ۲۷ اوت ۱۹۶۲) بازیکن سابق و مربی فوتبال اهل اتریش است.
از باشگاه‌هایی که در آن بازی کرده‌است می‌توان به باشگاه فوتبال لاسک اشاره کرد.
وی همچنین در تیم ملی فوتبال اتریش بازی کرده‌است.